# Chiesa di San Giovanni (Maastricht)
La chiesa di San Giovanni (in olandese Sint-Janskerk) è una chiesa protestante situata nel centro di Maastricht.
La chiesa si trova a fianco della Basilica di San Servazio, il coro di entrambe si affaccia su Vrijthof, la più grande piazza della città. Nel corso della ristrutturazione del 1984 la torre campanaria venne dipinta del caratteristico colore rosso.